# Karl Pearson
Karl Pearson (født 27. marts 1857, død 27. april 1936) var en vigtig aktør i den tidlige udvikling af den matematiske statistik som en seriøs selvstændig videnskabelig disciplin. Han grundlagde i 1911 Instituttet for Anvendt Statistik ved University College London som det første i verden på universitetsniveau.

## Baggrund
Karl Pearson blev født i London den 27. marts 1857. Han blev uddannet privat på University College School, hvorefter han søgte ind på King’s College Cambridge for at studere matematik. Perioden 1879–1880 tilbragte han dog med at studere Middelalderen og det 16. århundredes tyske litteratur på universiteterne i Berlin og Heidelberg – derefter engelsk lovgivning ved det juridiske kollegium på Lincoln’s Inn i London, tilskyndet af faderen der var en kendt forsvarsadvokat. I 1881 vendte han tilbage til matematikken og blev assisterende professor i matematik ved King's College London, og kort efter tillige også professor i samme fag ved University College London, hvor han efterfølgende og frem til sin pensionering i 1933 blev en højt respekteret og internationalt anerkendt kapacitet på sit fagområde.

## Fagligt virke
I 1891 indledte Pearson et samarbejde med Francis Galton, der som fætter til Charles Darwin havde fortsat dennes studier af forskellige aspekter ved evolutionsteorien, bl.a. i forbindelse med arv og racehygiejne (eugenik). Til brug herfor bearbejdede og videreudviklede han en række statistiske beregningsmetoder, bl.a. den i dag vidt udbredte og overordentlig meget benyttede korrelationskoefficient (Pearson’s produkt-moment korrelation, 1896), og den ligeledes hyppigt anvendte Pearson's Chi-kvadrat Test (χ2). Samarbejdet med Galton ophørte ved dennes død i 1911, og Pearson fortsatte alene sine statistiske studier som én af de mest citerede statistikere verden over – i øvrigt i skarp konkurrence med sin næsten lige så berømte professor-kollega ved samme universitet, psykologen og matematikeren Charles Spearman, kendt som skaberen af såvel faktoranalysen som den såkaldte Spearman’s rang korrelationskoefficient.

## Andre interesser
Ud over sit professionelle liv som statistiker var Pearson aktiv som en fremtrædende ateist og socialist. Han var en ivrig forkæmper for kvindebevægelsen i England og bidrog til i 1918 at få indført stemmeret for kvinder til parlamentet. På baggrund af sit engagement i socialismen og dens idealer afviste han konsekvent alle tilbud om tildeling af ordener og titler for sin videnskabelige produktion fra det kongelige ordenskapitel i Storbritannien.

## Betydning for eftertiden
Pearson's betydning for den matematiske statistik rækker langt ud over formuleringen af hans verdensberømte korrelationskoefficient. Hans arbejde med at klassificere sandsynlighedsfordelinger danner således grundlag for en mængde moderne statistisk teori – især vedrørende den eksponentielle familie af fordelinger, og som ligger til grund for teorien om generaliserede lineære modeller. Flere af de senere så berømte videnskabsmænd, som fx Albert Einstein, har således vedgået at stå i gæld til Karl Pearsons matematiske tænkning.
Karl Pearson lod sig pensionere ved universitetet i 1933 i en alder af 76 år. Han døde tre år efter den 27. april 1936 og overlod herefter scenen til en efterfølgende generation af brillante matematikere og statistikere med udgangspunkt fra enten University College London eller University of Cambridge. Det gælder ikke mindst Ronald A. Fischer, der sammen med Sewall Wright og J.B.S. Haldane blev kendt for deres særdeles grundige og overbevisende matematiske bevisførelser for gyldigheden af den neodarwinistiske evolutionsteori - en sammensmeltning af Darwins selektionsteori og Mendels mutationsteori, og som i alt væsentligt fortsat må anses for fuldt ud gangbar den dag i dag med udbredt støtte fra stort set alle moderne universitetsuddannede evolutionsteoretikere verden over og med den førende nulevende evolutionsteoretiker, Richard Dawkins, i forreste række fra det berømte University of Oxford i England.

## Suppl. litteratur
Porter, T. M. (2004). Karl Pearson: The Scientific Life in a Statistical Age, Princeton University Press. ISBN 978-0-691-12635-7.